# Акіцці
Акіцці (Акі-Тешшуп) (*д/н — бл. 1344 до н. е.) — останній цар міста-держави Катна.

## Життєпис
Походив з Хуритської династії. Син якогось Такуви, що був родичем царя Ідадду. За невідомих обставин (можливо внаслідок заколоту) посів трон після смерті царя Амут-пі'ела III.
З огляду на послаблення в Мітанні визнавав владу Єгипта. Відомі його листи (амарнський архів) з проханням по допомогу до фараона Аменхотепа III.
Майже єдиний з царів Сирії зберіг вірність єгиптянам. Мусив протистояти Етаккамі, царю Кадеша, і Азіру, царю Амурру, що підняли повстання на користь хеттського царя Суппілуліуми I. Останній також вдерся до цього регіону. Акіцці зазнав нищівної поразки від хеттів й загинув, а його володіння було приєднано до хеттської держави. Саме місто Катна було зруйновано.